# Ханс Пфан
Ханс Пфан (роден на 14 септември 1920) е германски гимнастик.
Състезава се на летните олимпийски игри през 1952 и 1956 г. и завършва съответно на 4-то и 5-о място с германския отбор. Най-голямото му индивидуално постижение е 18-о място на халките през 1952 г.